# Bislett Games 2018
I Bislett Games 2018 sono stati la 51ª edizione dell'annuale meeting di atletica leggera denominato Bislett Games, che ha luogo al Bislett Stadion di Oslo, il 7 giugno 2018. Il meeting è stato anche la quinta tappa del più prestigioso circuito di atletica leggera al mondo IAAF Diamond League 2018.

## Programma[1]
| # | Orario | Specialità         |
| - | ------ | ------------------ |
| 1 | 19:10  | 10000 metri        |
| 2 | 19:15  | Getto del peso     |
| 3 | 20:05  | Salto in alto      |
| 4 | 20:10  | 1500 metri         |
| 5 | 20:50  | Lancio del disco   |
| 6 | 21:10  | 200 metri          |
| 7 | 21:10  | 400 metri ostacoli |
| 8 | 21:10  | Miglio             |

| # | Orario | Specialità             |
| - | ------ | ---------------------- |
| 1 | 18:00  | Lancio del giavellotto |
| 2 | 18:30  | Salto con l'asta       |
| 3 | 20:03  | 400 metri ostacoli     |
| 4 | 20:17  | Salto triplo           |
| 5 | 20:20  | 3000 metri siepi       |
| 6 | 20:35  | 100 metri              |
| 7 | 20:45  | 800 metri              |
| 8 | 20:58  | 100 metri ostacoli     |
| 9 | 21:40  | 400 metri              |

     Specialità valide per la Diamond League

## Risultati[2]

### Uomini
| Specialità       |                         | Prestazione | 2º classificato | Prestazione | 3º classificato    | Prestazione |
| 200 m            | Ramil Guliyev           | 19"90       | Aaron Brown     | 19"98       | Jereem Richards    | 20"19       |
| 1500 m           | Chris O'Hare            | 3'35"96     | Robby Andrews   | 3'36"05     | Jakob Ingebrigtsen | 3'36"06     |
| Miglio           | Elijah Motonei Manangoi | 3'56"95     | Sadik Mikhou    | 3'57"10     | Taresa Tolosa      | 3'57"92     |
| 10000 m          | Dominic Kiptarus        | 28'05"34    | Stewart McSweyn | 28'05"37    | Julien Wanders     | 28'07"15    |
| 400 m ostacoli   | Abderrahman Samba       | 47"60       | Karsten Warholm | 48"22       | Yasmani Copello    | 48"54       |
| Salto in alto    | Mutaz Essa Barshim      | 2.36 m      | Danil Lysenko   | 2.33 m      | Donald Thomas      | 2.25 m      |
| Getto del peso   | Tomas Walsh             | 22.29 m     | Ryan Crouser    | 22.21 m     | Darrell Hill       | 21.20 m     |
| Lancio del disco | Andrius Gudžius         | 69.04 m     | Ehsan Hadadi    | 67.55 m     | Daniel Ståhl       | 67.04 m     |

     Prestazione che stabilisce il nuovo record del meeting.

### Donne
| Specialità             |                      | Prestazione | 2º classificato    | Prestazione | 3º classificato    | Prestazione |
| 100 m                  | Murielle Ahouré      | 10"91       | Dina Asher-Smith   | 10"92       | Michelle-Lee Ahye  | 11"06       |
| 400 m                  | Salwa Eid Naser      | 49"98       | Phyllis Francis    | 50"47       | Shakima Wimbley    | 50"53       |
| 800 m                  | Caster Semenya       | 1'57"25     | Francine Niyonsaba | 1'58"57     | Habitam Alemu      | 1'58"58     |
| 100 m ostacoli         | Danielle Williams    | 12"60       | Alina Talay        | 12"63       | Queen Harrison     | 12"71       |
| 400 m ostacoli         | Dalilah Muhammad     | 53"65       | Shamier Little     | 53"94       | Sage Watson        | 54"55       |
| 3000 m siepi           | Hyvin Kiyeng         | 9'09"63     | Emma Coburn        | 9'09"70     | Daisy Jepkemei     | 9'16"87     |
| Salto con l'asta       | Sandi Morris         | 4.81 m      | Anzhelika Sidorova | 4.71 m      | Angelica Bengtsson | 4.61 m      |
| Salto triplo           | Caterine Ibargüen    | 14.89 m     | Tori Franklin      | 14.57 m     | Kimberly Williams  | 14.50 m     |
| Lancio del giavellotto | Tatsiana Khaladovich | 67.47 m     | Huihui Lyu         | 65.11 m     | Nikola Ogrodnikova | 61.56 m     |